# Übersicht der Listen der Naturdenkmale im Landkreis Bad Dürkheim
Die Übersicht der Listen der Naturdenkmale im Landkreis Bad Dürkheim nennt die Listen und die Anzahl der Naturdenkmale in den Städten und Gemeinden im rheinland-pfälzischen Landkreis Bad Dürkheim. Die Listen enthalten 169 im Landschaftsinformationssystem der Naturschutzverwaltung Rheinland-Pfalz verzeichnete Naturdenkmale.

## Bad Dürkheim
In der verbandsfreien Stadt Bad Dürkheim sind 23 Naturdenkmale verzeichnet.

## Verbandsgemeinde Deidesheim
In den 5 verbandsangehörigen Gemeinden der Verbandsgemeinde Deidesheim sind insgesamt 18 Naturdenkmale verzeichnet.
| Ort                     | Naturdenkmalliste                                  | Gesamtanzahl Naturdenkmale |
| ----------------------- | -------------------------------------------------- | -------------------------- |
| Deidesheim              | Liste der Naturdenkmale in Deidesheim              | 10                         |
| Forst an der Weinstraße | Liste der Naturdenkmale in Forst an der Weinstraße | 3                          |
| Meckenheim              | Liste der Naturdenkmale in Meckenheim (Pfalz)      | 5                          |

In Niederkirchen bei Deidesheim und Ruppertsberg sind keine Naturdenkmale verzeichnet.

## Verbandsgemeinde Freinsheim
In den 8 verbandsangehörigen Gemeinden der Verbandsgemeinde Freinsheim sind insgesamt 25 Naturdenkmale verzeichnet.
| Ort                | Naturdenkmalliste                             | Gesamtanzahl Naturdenkmale |
| ------------------ | --------------------------------------------- | -------------------------- |
| Bobenheim am Berg  | Liste der Naturdenkmale in Bobenheim am Berg  | 1                          |
| Erpolzheim         | Liste der Naturdenkmale in Erpolzheim         | 2                          |
| Freinsheim         | Liste der Naturdenkmale in Freinsheim         | 3                          |
| Herxheim am Berg   | Liste der Naturdenkmale in Herxheim am Berg   | 3                          |
| Kallstadt          | Liste der Naturdenkmale in Kallstadt          | 7                          |
| Weisenheim am Berg | Liste der Naturdenkmale in Weisenheim am Berg | 8                          |
| Weisenheim am Sand | Liste der Naturdenkmale in Weisenheim am Sand | 1                          |

In Dackenheim sind keine Naturdenkmale verzeichnet.

## Grünstadt
In der verbandsfreien Stadt Grünstadt sind 17 Naturdenkmale verzeichnet.

## Haßloch
In der verbandsfreien Gemeinde Haßloch ist 1 Naturdenkmal verzeichnet.

## Verbandsgemeinde Lambrecht (Pfalz)
In den 7 verbandsangehörigen Gemeinden der Verbandsgemeinde Lambrecht (Pfalz) sind insgesamt 36 Naturdenkmale verzeichnet.
| Ort               | Naturdenkmalliste                            | Gesamtanzahl Naturdenkmale |
| ----------------- | -------------------------------------------- | -------------------------- |
| Elmstein          | Liste der Naturdenkmale in Elmstein          | 22                         |
| Esthal            | Liste der Naturdenkmale in Esthal            | 6                          |
| Frankeneck        | Liste der Naturdenkmale in Frankeneck        | 2                          |
| Lambrecht (Pfalz) | Liste der Naturdenkmale in Lambrecht (Pfalz) | 5                          |
| Neidenfels        | Liste der Naturdenkmale in Neidenfels        | 1                          |

In Lindenberg und Weidenthal sind keine Naturdenkmale verzeichnet.

## Verbandsgemeinde Leiningerland
In den 21 verbandsangehörigen Gemeinden der Verbandsgemeinde Leiningerland sind insgesamt 41 Naturdenkmale verzeichnet.
| Ort                          | Naturdenkmalliste                                       | Gesamtanzahl Naturdenkmale |
| ---------------------------- | ------------------------------------------------------- | -------------------------- |
| Altleiningen                 | Liste der Naturdenkmale in Altleiningen                 | 3                          |
| Battenberg (Pfalz)           | Liste der Naturdenkmale in Battenberg (Pfalz)           | 1                          |
| Bissersheim                  | Liste der Naturdenkmale in Bissersheim                  | 3                          |
| Bockenheim an der Weinstraße | Liste der Naturdenkmale in Bockenheim an der Weinstraße | 9                          |
| Carlsberg                    | Liste der Naturdenkmale in Carlsberg (Pfalz)            | 1                          |
| Dirmstein                    | Liste der Naturdenkmale in Dirmstein                    | 7                          |
| Ebertsheim                   | Liste der Naturdenkmale in Ebertsheim                   | 1                          |
| Großkarlbach                 | Liste der Naturdenkmale in Großkarlbach                 | 4                          |
| Kindenheim                   | Liste der Naturdenkmale in Kindenheim                   | 1                          |
| Kirchheim an der Weinstraße  | Liste der Naturdenkmale in Kirchheim an der Weinstraße  | 1                          |
| Mertesheim                   | Liste der Naturdenkmale in Mertesheim                   | 1                          |
| Neuleiningen                 | Liste der Naturdenkmale in Neuleiningen                 | 2                          |
| Obrigheim (Pfalz)            | Liste der Naturdenkmale in Obrigheim (Pfalz)            | 2                          |
| Tiefenthal                   | Liste der Naturdenkmale in Tiefenthal (Pfalz)           | 3                          |
| Wattenheim                   | Liste der Naturdenkmale in Wattenheim                   | 2                          |

In Gerolsheim, Hettenleidelheim, Kleinkarlbach, Laumersheim, Obersülzen und Quirnheim sind keine Naturdenkmale verzeichnet.

## Verbandsgemeinde Wachenheim an der Weinstraße
In den 4 verbandsangehörigen Gemeinden der Verbandsgemeinde Wachenheim an der Weinstraße sind insgesamt 8 Naturdenkmale verzeichnet.
| Ort                          | Naturdenkmalliste                                       | Gesamtanzahl Naturdenkmale |
| ---------------------------- | ------------------------------------------------------- | -------------------------- |
| Gönnheim                     | Liste der Naturdenkmale in Gönnheim                     | 1                          |
| Wachenheim an der Weinstraße | Liste der Naturdenkmale in Wachenheim an der Weinstraße | 7                          |

In Ellerstadt und Friedelsheim sind keine Naturdenkmale verzeichnet.